# Melchior Essewich
Melchior Essewich, auch  Melchior Eswig (* 4. Februar 1786 in Dülmen; † 22. Februar 1872 ebenda) war ein deutscher Kaufmann und Politiker.
Essewich war Ökonom, Kaufmann, Blaufärber und Tuchhändler in Dülmen. 1866 war er Stifter und Begründer des Essewich’schen Armenhauses an der Bollenstraße in Dülmen.
Essewich war Ratsherr in seiner Heimatstadt. 1841 (als Stellvertreter) und von 1843 bis 1865 gehörte er für den Wahlbezirk West-Münster und die Stadt Dülmen dem Provinziallandtag der Provinz Westfalen an. 1847 war er Mitglied des Ersten Vereinigten Landtags.